# Eugenio Oñate
Eugenio Oñate Ibañez de Navarra (Valência, Espanha, 28 de março de 1953) é um engenheiro e mecânico computacional espanhol.

## Obras
- Oñate E., Kröplin B., Textile Composites and Inflatable Structures (Computational Methods in Applied Sciences), Springer 2005.
- Onate E., Owen R., Computational Methods in Applied Sciences, Volume 7: Computational Plasticity, Springer 2007.
- Onãte E., Structural Analysis with the Finite Element Method. Linear Statics, Volume 1: Basis and Solids (Lecture Notes on Numerical Methods in Engineering and Sciences), Springer 2009.
- Onãte E., Structural Analysis with the Finite Element Method. Linear Statics, Volume 2: Beams, Plates and Shells (Lecture Notes on Numerical Methods in Engineering and Sciences), Springer 2010.